# Le Justicier de l'ombre
Le Justicier de l'ombre (Hack) est une série télévisée américaine en quarante épisodes de 42 minutes, créée par David Koepp et diffusée entre le 27 septembre 2002 et le 13 mars 2004 sur le réseau CBS.
En France, la série a été diffusée à partir du 14 avril 2004 sur M6 puis rediffusé sur Paris Première et sur AB1 ; en Belgique sur RTL-TVI, et au Québec à partir du 7 mai 2005 sur Mystère.

## Synopsis
Mike Olshansky, ancien policier, devient taxi et sillonne Philadelphie de nuit.

## Distribution

### Acteurs principaux
- Andre Braugher (VF : Jean-Paul Pitolin) : Marcellus Washington
- David Morse (VF : Bernard Bollet) : Mike Olshansky
- George Dzundza (VF : Patrick Messe) : Tom « Grizz » Grzelak (saison 1)
- Donna Murphy (VF : Pascale Jacquemont) : Heather Olshansky (saison 1, 16 épisodes)
- Matt Czuchry (VF : Sébastien Desjours) : Jamie Farrel (saison 2, 12 épisodes)
- Jacqueline Torres (VF : Ninou Fratellini) : Liz Garza (saison 2, 10 épisodes)

### Acteurs récurrents et invités
- Matthew Borish (VF : Jules Sitruk) : Michael « Mickey » Olshansky, Jr. (28 épisodes)
- Joanna Rhinehart (VF : Marie-Madeleine Burguet) : Deborah Washington (10 épisodes)
- Paul Adelstein (VF : Boris Rehlinger) : Aldo Rossi (8 épisodes)
- Cindy Katz (VF : Ivana Coppola) : Bettina Corwin (5 épisodes)
- Gregg Edelman (en) : Ryan Ambrose (5 épisodes)
- Cameron Ball : Ashton Washington (5 épisodes)
- Bebe Neuwirth (VF : Caroline Beaune) : Faith O'Connor (saison 1, 5 épisodes)
- Jonathon Ruckman : Officier Tulley (saison 2, 13 épisodes)
- Alexandra Lydon : Julie Reed (saison 1, épisode 20)

 Source et légende : version française (VF) sur RS Doublage

## Épisodes

### Première saison (2002-2003)
1. Les Ombres de la nuit (Pilot)
2. Petits services entre amis (Favors)
3. Apparences trompeuses (Domestic Disturbance)
4. Bien mal acquis… (My Alibi)
5. Une Main tendue (My Brother's Keeper)
6. Cercle vicieux [1/2] (Slippery Slope [1/2])
7. Cercle vicieux [2/2] (Husbands and Wives [2/2])
8. Petite musique de nuit (Songs in the Night)
9. Le Prix de la liberté (Bad Choices)
10. Une longue nuit (All Night Long)
11. Roses rouges (Obsession)
12. Pacte avec le diable (A Dangerous Game)
13. La Fin de l'innocence (Death of Innocence)
14. Tourner la page (Forgive, But Don't Forget)
15. Frères d'armes (Brothers in Arms)
16. Retrouvailles (Black Eye)
17. Jamais deux sans trois (Third Strike)
18. Erreurs médicales (Sinners and Saints)
19. La Signature (Signature)
20. Aux portes de la mort (All Others Pay Cash)
21. Seul contre tous [1/2] (True Lies [1/2])
22. Seul contre tous [2/2] (The Squeeze [2/2])

### Deuxième saison (2003-2004)
En mai 2003, la série a été renouvelée pour une deuxième saison, initialement de treize épisodes, diffusée à partir du 27 septembre 2002.
1. Une nouvelle vie (See No Evil)
2. Le Suspect idéal (Hidden Agenda)
3. Présumé coupable (Presumed Guilty)
4. Dommages collatéraux (Collateral Damage)
5. L'Ange vengeur (Out of the Ashes)
6. Amnésie mortelle (My Fare Lady)
7. Une preuve de plus (The Looking Glass)
8. L'Amour en fuite (Blind Faith)
9. Le Voyage d'Ulysse (To Have and Have Not)
10. Secret brûlant (Dial 'O' for Murder)
11. Règlement de comptes (Gone)
12. Le Choix des armes (Calibrated Arguments)
13. Bas les masques (Double Exposure)
14. Le Revers de la médaille (Fog of War)
15. Les Liens du sang (Extreme Commerce)
16. Misty Blue (Misty Blue)
17. Femme fatale (One for My Baby)
18. Échec et mat (The Reckoning)

## Distinctions

### Nomination
- NAACP Image Award 2003 : nomination pour Andre Braugher